# Östra Fästorna
Östra Fästorna är skär i Åland (Finland). De ligger i den södra delen av landskapet, 40 km sydost om huvudstaden Mariehamn.
Terrängen runt Östra Fästorna är mycket platt. Trakten är glest befolkad. Närmaste större samhälle är Föglö, 18,1 km norr om Östra Fästorna. 